# Ulrike Maier
Ulrike Maier, född 22 oktober 1967 i Rauris, död 29 januari 1994 i Garmisch-Partenkirchen, Tyskland, var en österrikisk alpin skidåkare.

## Karriär
Ulrike Maiers far drev en skidskola i Rauris.
Redan som 17-åring tog Maier sina första världscuppoäng. I början av karriären körde hon endast slalom men efterhand började hon även åka storslalom och super-G. Hennes stora genombrott kom säsongen 1987/88 då hon tog sin första pallplats i världscupen. 
Under VM 1989 vann hon överraskande guld i super-G. Först senare framkom det att hon var gravid i tredje månaden då hon vann guldet. Två år senare vid VM 1991 försvarade hon sitt super-G-guld. Dessutom vann hon silver i storslalom.
Maier tävlade även i störtlopp åren 1992–94, såväl i Världscupen som i andra FIS-tävlingar. 
Först efter att ha blivit dubbel världsmästare lyckades hon vinna sin första världscupseger i november 1992, då i storslalom. Totalt vann hon fem världscupsegrar, den sista endast en vecka innan hon dog.

### Världscupsegrar
| Datum            | Plats             | Land      | Disciplin  |
| ---------------- | ----------------- | --------- | ---------- |
| 28 november 1992 | Park City         | USA       | Storslalom |
| 13 december 1992 | Vail              | USA       | Super-G    |
| 16 januari 1993  | Cortina d'Ampezzo | Italien   | Super-G    |
| 27 november 1993 | Santa Caterina    | Italien   | Storslalom |
| 21 januari 1994  | Maribor           | Slovenien | Storslalom |

## Olyckan
Den 29 januari 1994, vid en störtloppstävling i Garmisch-Partenkirchen, kraschade Maier in i en tidtagningsstolpe i 104 km/h. Hjälmen slets loss och hon bröt nacken och avled omedelbart. Hon dödförklarades på sjukhus i Murnau am Staffelsee. Ulrike Maier hade meddelat att hon skulle avsluta karriären efter säsongen.
Pernilla Wiberg, som var med i samma tävling, har i efterhand sagt att Maier verkade rädd inför loppet och att hon beklagade sig över att backen var för isig och för hård.